# Guilherme Wisnik
Guilherme Teixeira Wisnik (São Paulo, 1972) es un arquitecto, crítico de arquitectura y curador brasileño.

## Biografía
Nacido en São Paulo, Brasil, Wisnik es hijo del músico José Miguel Wisnik y hermano de la cantante Marina Wisnik. Se tituló de arquitecto por la Universidad de São Paulo en 1972.
Wisnik es autor de investigaciones, incluyendo Lucio Costa (2001), Dentro do nevoeiro (2018) y Lançar mundos no mundo (2022). En 2019 recibió el premio Destaque 2018 por parte de la Asociación Brasileña de Críticos de Arte (ABCA).
A lo largo de su carrera, Wisnik ha contribuido con ensayos para varias revistas especializadas, tales como Cahiers d'Art, Artforum, Architectural Design, Architectural Review, Domus, Arquitectura Viva, 2G, Rassegna, Arch+ y Urban China. 
Wisnik ha sido curador de exposiciones como Ocupação Cildo Meireles (2011), Paulo Mendes da Rocha: la naturaleza como proyecto (2012), São Paulo: tres ensayos visuales (2017), Infinito vano: 90 años de arquitectura brasileña. (2018) y Paisaje construido: São Paulo y Burle Marx (2022).
En 2013 fue curador general de la 10ª Bienal Internacional de Arquitectura de São Paulo y en 2020 fue curador del Pabellón de Brasil en la Expo 2020 en Dubai.
Desde 2023 ocupa el cargo de Vicedirector de la Facultad de Arquitectura y Urbanismo de la Universidad de São Paulo.

## Publicaciones
- Lucio Costa (2001)
- Lançar mundos no mundo (2022)
- En la niebla (2024)